# Andriej Nikulin
Andriej Nikulin (ros. Андрей Иванович Никулин; ur. 20 września?/2 października 1899 w miejscowości Sosino w obwodzie moskiewskim, zm. 1978 w Moskwie) – oficer Armii Czerwonej, funkcjonariusz NKWD, generał brygady LWP.

## Życiorys
Żołnierz Czerwonej Gwardii oddziału moskiewskiej fabryki Morozowa od momentu rewolucji październikowej 1917. XI 1917 - I 1918 w Centralnym Sztabie Czerwonej Gwardii. Komisarz 19 Oddziału Armii Czerwonej., skończył kurs karabinów maszynowych i 1922-1923 był dowódcą plutonu, następnie dowódcą oddziału karabinów maszynowych. 
W latach 1933–1935 studiował w Wojskowej Akademii Wojsk Pancernych i Zmechanizowanych im. Stalina w Moskwie, a do 1937 na kursie artylerii dla wykładowców szkół wojskowych, podczas którego został kapitanem. Potem wykładał artylerię w 3. Szkole Wojsk Pogranicznych NKWD. Od sierpnia 1938 major, od maja 1939 pułkownik Armii Czerwonej. W latach 1939–1940 zastępca szefa wydziału w Głównym Zarządzie Służb Wojennych NKWD. W lutym 1940 brał udział w wojnie sowiecko-fińskiej. 27 III 1941 został szefem 3 Oddziału Zarządu Operacyjnego NKWD, a 17 VIII 1941 szefem Zarządu Tyłów NKWD Frontu Zachodniego. W czerwcu 1942 przeniesiony do wojsk liniowych, dowódca wojsk pancernych i zmotoryzowanych 49 Armii Frontu Zachodniego. 2 VIII 1944 został dowódcą 101 Brygady Pancernej. Od 18 X 1944 służył w WP w stopniu pułkownika, od 3 XII 1944 dowódca wojsk pancernych i zmotoryzowanych 1 Armii WP. 31 XII 1944 mianowany generałem brygady przez KRN; w lipcu 1945 zweryfikowany jako generał major wojsk pancernych Armii Czerwonej. W grudniu 1945 zakończył służbę w LWP i powrócił do ZSRR jako p.o. wojsk pancernych i zmotoryzowanych 43. Armii, potem 5 Gwardyjskiej Armii i 7 Gwardyjskiej Armii. Od 4 VIII 1948 zastępca szefa, a od 9 VIII 1950 szef katedry w Akademii Wojsk Pancernych i Zmotoryzowanych im. Stalina w Moskwie. Od 9 VI 1952 zastępca komendanta tej akademii. 8 X 1955 przeniesiony do rezerwy.

## Odznaczenia
- Order Virtuti Militari V klasy (1951)
- Order Krzyża Grunwaldu III klasy (1946)

I inne.